# NK Omladinac Gornja Vrba
NK Omladinac je nogometni klub iz Gornje Vrbe istočno od grada Slavonskog Broda.

. Nogometni klub Omladinac Gornja Vrba sportska je udruga duge povijesti, osnovan 1954 godine na inicijativu skupine ljubitelja nogometa, NK Omladinac dugi niz godina predstavlja središte razvoja sporta i sportske kulture u mjestu Gornja Vrba. Tijekom godina bilo je uspona i padova u radu kluba koji se ipak uspio održati i nastaviti s ostvarenjem svog temeljnog cilja – razvoj amaterskog sporta i rad s mladima na širem području Općine Gornja Vrba. NK Omladinac okuplja velik broj igrača koji se natječu sljedećim kategorijama: limaći, mlađi pioniri, stariji pioniri,kadeti,seniori.Pod klubom djeluluje nogometna akademija ŠN NOPO-LEGEN.Organizacija kluba postavljena je kroz tri cjeline; skupština kluba, Upravni odbor, operativni dio (treneri i igrači). Dana 13. kolovoza 2020. održana je redovna skupština kluba na kojoj su donesene izmjene statuta kluba i izabrano novo vodstvo kluba. Upravni odbor je cjelina koja operativno vodi klub, sastoji se od 4 sektora i ima 13 članova, predsjednik je Petar Klišković, dopredsjednici su Ivan Vuleta i Mijo Stojanac, tajnik je Mato Borevković, blagajnik Mato Cvitković. NK Omladinac je u sezoni 2018/2019 u prvoj županijskoj ligi osvojio 1. mjesto i plasirao se u MŽNL SB-PŽ.Trener kluba je Ivan Pavković.
Trenutačno se natječe se u 4. HNL MŽNL SB-PŽ.